# Universitat Panteion
La Universitat de Ciències Socials i Polítiques de Panteion (en grec: Πάντειον Πανεπιστήμιο Κοινωνικών και Πολιτικών Επιστημών), normalment coneguda com la Universitat Panteion, és una universitat situada a Atenes, Grècia. Fundada l'any 1927, és la universitat de ciències socials i polítiques més antiga de Grècia.
A la Universitat de Panteion hi ha una població estudiantil de 19.000 estudiants matriculats a nivell de grau i postgrau i 360 personal docent i administratiu. La universitat també ofereix tretze cursos de postgrau i inclou tres instituts de recerca, divuit centres de recerca i quatre laboratoris.

## Persones notables
Professorat
- Sakis Karagioras (1930–1985), professor de finances públiques (1966), rector de la universitat (1981)[5]
- Panagiotis Kanellopoulos (1902–1986), professor de dret, filòsof, polític, primer ministre de la República Hel·lènica (1945, 1967)
- Andreas Loverdos (1956), catedràtic de Dret Constitucional, polític, ministre de Sanitat i Solidaritat Social des de 2009
- Christos Rozakis (1941), catedràtic de Dret Internacional, actualment president del Tribunal Administratiu del Consell d'Europa
- Konstantinos Simitis (1936), professor de dret mercantil, polític, primer ministre de Grècia (1996–2004)
- Alexandros Svolos (1892–1956), catedràtic de Dret Constitucional, diputat
- Michail Stasinopoulos (1903–2002), professor de Dret Administratiu, rector de la universitat (1951–1958), polític, president de la República Hel·lènica (1974–1975)
- Dimitris Tsatsos (1933–2010), professor de Dret Constitucional, membre del Parlament Europeu (1999–2004)
- Konstantinos Tsatsos (1899–1987), professor de Filosofia del Dret, diplomàtic, president de la República Hel·lènica (1975–1980)
- Ioannis Theodorakopoulos (1900–1981), filòsof grec
- Yannis Smaragdis (1946), director de cinema, guionista
- Christos Yannaras (1935), catedràtic de Filosofia, teòleg
- Yiorgos Veltsos (1944), catedràtic de Teoria de la Comunicació i Sociologia
- Georgios Papachatzis (1905–1991), catedràtic de Dret Administratiu (1943–1967), rector de la universitat (1964–1965)

Exalumnes destacats
- Anna Diamantopoulou (1959), política, antiga ministra d'Educació, excomissaria europea d'Ocupació, Afers Socials i Igualtat d'Oportunitats
- Vangelis Meimarakis (1953), advocat i polític, antic ministre de Defensa Nacional, president del Parlament hel·lènic
- Stamatis Kraounakis (1955), compositor musical, productor musical, lletrista, escriptor i director.
- Giorgos Katsaros (1934), músic i compositor
- Yannis Stavrakakis (1970), teòric polític
- Sotiris Kovos, dissenyador d'automòbils